# بيل ميلر (لاعب كرة قدم)
بيل ميلر (بالإنجليزية: Bill Miller)‏ (31 مارس 1908 بستوكبورت في المملكة المتحدة - 1 يناير 1974) هو لاعب كرة قدم بريطاني (وحمل سابقاً جنسية المملكة المتحدة لبريطانيا العظمى وأيرلندا) في مركز الدفاع. لعب مع بولتون واندررز وستوكبورت كونتي وماكليسفيلد تاون ونادي ساوثبورت ونادي لوتون تاون وLancaster City F.C. ‏ ونادي ستاليبريدج سيلتيك ونادي ألترينتشام ونادي رانكورن هالتون.